# Даграв
Даграв (вірм. Դահրավ, азерб. Dəhrəv), також Лусадзор — село у Аскеранському районі Нагірно-Карабаської Республіки. Село розташоване на північний захід від Степанакерта, західніше траси Степанакерт — Дрмбон, біля сел Айгестан, Лусадзор, Астхашен, Ханцк та Бадара.

## Пам'ятки
- В селі розташована церква Святого Ованеса (19 ст.), кладовище 16-19 століття та інше.